# أولمبياد آسيا والمحيط الهادئ للرياضيات
أولمبياد آسيا والمحيط الهادئ للرياضيات هي مسابقة للرياضيات انطلقت عام 1989 للدول من منطقة آسيا والمحيط الهادئ. تقام المسابقة كل عام في الأسبوع الثاني من شهر مارس بعد فترة الظهيرة للدول المشاركة من الأمريكيتين الشمالية والجنوبية وفي صباح اليوم التالي تقام للدول من غرب المحيط الهادئ وأسيا.

## الأهداف
- اكتشاف وتشجيع وإقامة التحدي بين طلاب المدارس الموهوبين.
- لتعزيز العلاقات الدولية والتعاون بين الطلاب والمعلمين.
- خلق الفرص لتبادل الخبرات والمعلومات حول المناهج الدراسية.
- تشجيع للمشاركة الرياضية في الأنشطة الأولمبية.

## الدول الأعضاء
| - الأرجنتين - أستراليا - أذربيجان - بنغلاديش - البرازيل - كندا - كولومبيا - كوستاريكا - ساحل العاج | - السلفادور - هونغ كونغ - إندونيسيا - اليابان - كازاخستان - كوريا الجنوبية - قرغيزستان - ماليزيا - المكسيك | - نيوزيلندا - باكستان - بنما - بيرو - الفلبين - روسيا - السعودية - سنغافورة - سوريا | - تايوان - طاجيكستان - تايلاند - ترينيداد وتوباغو - تركمانستان - الأوروغواي - الولايات المتحدة - المغرب |

أصبح المغرب مشاركا في هذه التظاهرة العالمية ابتداء من 2020

## الدول المراقبة
- هندوراس
- جنوب إفريقيا

## اقرأ أيضًا
- الأولمبياد الدولي للرياضيات

## وصلات خارجية
- الموقع الرسمي لأولمبياد آسيا والمحيط الهادئ للرياضيات